# چغک‌چینی قهوه‌ای
چغک‌چینی قهوه‌ای (نام علمی: Alcippe brunneicauda) نام یک گونه از سرده چغک‌چینی است.